# ایلیا ریشتر
ایلیا ریشتر (آلمانی: Ilja Richter؛ زادهٔ ۲۴ نوامبر ۱۹۵۲) بازیگر، مجری تلویزیون، صداپیشه، خواننده، کارگردان تئاتر و نویسندهٔ اهل کشور آلمان است.
از فیلم‌ها یا برنامه‌های تلویزیونی که وی در آن نقش داشته‌است می‌توان به دهه پنجاه وحشی اشاره کرد.